# Better (álbum)
Better é o segundo álbum de estúdio da cantora norte-americana Haley Reinhart, lançado no dia 29 de abril de 2016 de maneira independente, através da companhia de gestão de direitos ole. O primeiro single do álbum se chama "Better" e foi lançado no dia 8 de abril de 2016. O álbum também gerou o single promocional "Can't Help Falling In Love", cover da canção gravada por Elvis Presley.

## Lista de faixas
As onze faixas do disco foram reveladas em 8 de abril de 2016.
| N.º | Título                       | Compositor(es)                                                        | Duração |  |
| 1.  | "My Cake"                    | Jose Aguiree Lopez, Fabian Ordorica, Haley Reinhart, Keithian Sammons | 2:58    |  |
| 2.  | "Behave"                     | Reinhart, Bhavik "Kingstarr" Pattani                                  | 3:11    |  |
| 3.  | "Better"                     | Alex Reid, Anders Grahn, Reinhart                                     | 3:38    |  |
| 4.  | "Can't Help Falling In Love" | George David Weiss, Hugo Peretti, Luigi Creatore                      | 2:53    |  |
| 5.  | "Check Please"               | Rob Kleiner, Clare Reynolds, Reinhart                                 | 3:29    |  |
| 6.  | "Bad Light"                  | Adam (sic), James Flannigan, Grahn, Reinhart                          | 3:41    |  |
| 7.  | "Talkin' About"              | Reinhart, Justin Gray, Grahn                                          | 3:19    |  |
| 8.  | "Good or Bad"                | Reinhart, Grahn                                                       | 3:49    |  |
| 9.  | "Love Is Worth Fighting For" | Reinhart, Reynolds                                                    | 4:00    |  |
| 10. | "I Belong to You"            | Alexander Geringas, Clarence Coffee, Jr., Reinhart                    | 4:18    |  |
| 11. | "Listen"                     | Grahn, Maria Marcus, Reinhart                                         | 4:03    |  |